# Essence (EPS)
Touchant à la question du sens de l'activité, la notion d'essence s'utilise en didactique de l'EPS dans l'analyse didactique. Elle illustre qu'une activité physique, sportive et artistique pourrait être porteuse d'aspects irréductibles qui en caractériseraient l'originalité historique ou anthropologique. Selon les approches et les auteurs elle se discute en parallèle ou à la place de la notion de logique interne.

## D'un point de vue philosophique
La discussion professionnelle sur l'utilité et l'utilisation du concept d'essence peut être confrontée à sa définition philosophique.
Sur le plan métaphysique, l'essence « formant le fond de l'être, par opposition aux modifications qui ne l'atteignent que superficiellement ou temporairement », il serait possible de décrire pour une activité humaine une part de celle-ci, immuable, pouvant résister à des transformations sans modification de son être, ou au-delà desquelles elle n'est plus elle-même : elle changerait alors d'appellation. Elle peut encore se définir comme  « ce qui constitue la nature d'un être, par opposition au fait d'être » à la condition que l'on puisse extraire dans le cas d'une pratique humaine ce qui n'en serait pas culturel.
L'hypothèse de l'existence d'une essence des activités physiques et sportives se fonde, au sens conceptualiste, sur l'idée qu'un objet de pensée puisse se définir par un ensemble de déterminations. On pourrait construire l'essence de « … » en tant que quelque chose dans une conception de l'esprit où « les idées seraient des formes ou des opérations propres de la pensée et non de simples signes s'appliquant également à plusieurs individus » (parmi les APS, il existe des pratiques similaires nommées parfois de manière identiques parfois différentes ou des pratiques différentes appelées du même vocable). L'essence s'opposerait à l'existence en ce que l'activité telle que pratiquée serait une expression d'un « premier principe intérieur  de tout ce qui appartient à la possibilité d'une chose ». Les questions seraient alors : Peut-on formuler ce premier principe a posteriori ou reste-t-il une initiation ? Y a-t-il une « source ou cause d'action, en tant que la cause est l'origine de l'effet » ? La recherche conduira alors à aller vers « ce qui rend compte d'une chose, ce qui en fait comprendre les propriétés essentielles et caractéristiques ».
Par contre au sens nominaliste, il n'y a pas d'essence, mais ce que les réalistes et les conceptualistes ont appelé de ce nom n'est que l'ensemble des caractères connotés par un mot. La description remplace le mot.
L'analyse didactique consiste en un jeu situé dans l'utilisation de ces caractères où une activité est traitée à partir d'une ou des idées que peuvent en avoir des acteurs. Imaginer plusieurs essences ne simplifierait pas la question de la possibilité de résumer ou d'identifier une identité originale permettant de s'accorder quant à une activité telle quelle est dénommée. La réflexion peut s'orienter par une approche historique et anthropologique vers l'étude de la genèse de la pratique dans le double sens de son histoire culturelle et de l'appropriation que s'en sont fait les élèves, l'intervenant qui prépare son acte pédagogique et les autres acteurs ou spectateurs de celui-ci. En effet, l'APSA n'est pas isolée des conditions de transformation dans lesquelles peuvent s'engager les pratiquants.

## En analyse didactique
L'expression a été utilisée pour la première fois dans un ouvrage consacré au rugby par Pierre Conquet. L'auteur revient dessus en 2002 ; il écrit « Or, tout débat sur « l’essence » d’une activité humaine constitue un débat sur le sens. Une telle activité n’existe que par la volonté des hommes d’en faire ce qu’elle est pour servir leurs desseins. En soi, elle a bien une essence, mais cette dernière est totalement déterminée par la volonté des hommes ; on peut alors parler de sens, voire de sens premier ».
La discussion philosophique et la relativité pédagogique que nous en avons retirée se retrouve dans la définition qu'adoptent Bernard Boda et Michel Récopé : « Selon les APS et les analystes, elle peut relever de la sphère symbolique ou fantasmatique, de l’engagement émotionnel ou encore de connotations socioculturelles qui accompagnent ou gouvernent la pratique de l’APS ou sa simple évocation. »
Sur un plan pragmatique, l'essence d'un APSA pourrait être ce qui peut être modifié sans en dénaturer la pratique, sans qu'elle y perde son sens pour l'acteur. Cela fait apparaître une notion de limite du sens ou de la représentation que l'on peut en avoir et pose la question de la possibilité du résumé ou de la modélisation d'une activité.

## Proposition d'exemples
dans le rapport à noyau central des règles René Deleplace, logique interne,
problème  fondamental
fondamentaux : cf. fondamentaux et fondement